# Julio Rodríguez
Julio Rodríguez, vollständiger Name Julio Pablo Rodríguez Cristóbal, (* 9. August 1977 in Juan Lacaze) ist ein ehemaliger uruguayischer Fußballspieler.

## Karriere

### Verein
Der 1,78 Meter große Mittelfeldspieler „Palomo“ Rodríguez stand zu Beginn seiner Karriere von Mitte 1999 bis Ende 2001 in Reihen der Mannschaft von Huracán Buceo. In den Spielzeiten 2000 und 2001 stehen insgesamt 55 Erstligaeinsätze und zehn Tore für ihn zu Buche. In den beiden Folgejahren war er bei Nacional Montevideo (28 Ligaspiele/fünf Tore) aktiv. In den ersten sechs Monaten des Jahres 2004 bestritt er neun Spiele (kein Tor) der Primera División für Centro Atlético Fénix. Bis zum Jahresende folgten acht weitere Erstligaeinsätze (kein Tor) in Reihen von Deportivo Maldonado. Bis Ende April 2005 spielte er in Brasilien bei Grêmio Porto Alegre. Es folgte ein bis Ende August jenes Jahres währendes Engagement beim südkoreanischen Klub Incheon United. Sodann schloss Rodríguez sich Defensor Sporting an. In der Saison 2005/06 lief er bei den Montevideanern in sechs Begegnungen (kein Tor) der höchsten uruguayischen Spielklasse auf. Anfang April 2006 verpflichtete ihn AA Ponte Preta. Von dort kehrte er Anfang Februar 2007 nach Uruguay zurück und gehörte fortan dem Kader der Montevideo Wanderers an, bei denen er in den Spielzeiten 206/07 und 2007/08 sieben Treffer in 21 Erstligaeinsätzen erzielte. Danach war Alki Larnaka sein Arbeitgeber. Für die Zyprioten stand er in der Saison 2007/08 in vier Ligabegegnungen (kein Tor) auf dem Platz. 2008 bis Mitte Januar 2009 wird eine Karrierestation beim chilenischen Klub CD Antofagasta für ihn geführt, bei dem er bei 15 Erstligaeinsätzen ein Saisontor schoss. Anschließend sind 14 Erstligaeinsätze (kein Tor) in der Saison 2008/09 und 13 (ein Tor) in der Spielzeit 2009/10 erneut als Spieler der Wanderers für ihn verzeichnet. Ab Mitte Januar 2010 setzte er seine Karriere in Honduras bei Real España fort. Die Angaben zu den dortigen Einsatzstatistiken weichen allerdings ab. Während einerseits saisonübergreifend mindestens 28 erzielte Treffer bei 152 bestrittenen Ligaspielen für ihn geführt werden, finden sich dort die in anderen Quellen angegebenen 104 Ligapartien mit elf Toren in den letzten drei Spielzeiten bei den Honduranern nicht deckungsgleich wieder. Jedenfalls kam er aber auch in der CONCACAF Champions League für den Klub zum Einsatz. Mitte Dezember 2015 wechselte er zum uruguayischen Zweitligisten Central Español. Bis zum Abschluss der Saison 2016 lief er beim in Montevideo ansässigen Klub in 23 Begegnungen der Segunda División auf und traf fünfmal ins gegnerische Tor. Nach dieser Spielzeit verließ er den Klub und beendete seine aktive Karriere.

### Nationalmannschaft
Rodríguez war Teil des uruguayischen Teams, das bei den Panamerikanischen Spielen 1999 teilnahm, die Vorrunde jedoch nicht überstand. Er debütierte am 29. Juli 2001 beim mit 4:5 im Elfmeterschießen verlorenen Spiel gegen Honduras um den dritten Platz der Copa América 2001 unter Trainer Víctor Púa in der uruguayischen A-Nationalmannschaft, als er in der 66. Spielminute für Andrés Martínez eingewechselt wurde. Sein zweites und zugleich letztes Länderspiel bestritt er am 4. Februar 2003 im Rahmen des Carlsberg Cup beim 4:2-Sieg n. E. gegen die iranische Auswahl. Bei dieser Partie hatte ihn Nationaltrainer Gustavo Ferrín in die Startelf beordert. Ein Länderspieltor gelang ihm nicht.